# The Legend of Zelda: Link’s Awakening
The Legend of Zelda: Link’s Awakening (рус. Легенда о Зельде: Пробуждение Линка), известная в Японии как The Legend of Zelda: Dream Island (яп. ゼルダの伝説 夢をみる島 Дзэруда но Дэнсэцу Юмэ о Миру Сима, букв. Легенда о Зельде: Остров во сне) — компьютерная игра в жанре action-adventure, разработанная и выпущенная компанией Nintendo 6 июня 1993 года для портативной игровой приставки Game Boy и ставшая первой игрой серии The Legend of Zelda для портативной консоли. На территории Северной Америки игра вышла 1 августа, а в Европе — 1 декабря того же года.
Изначально разработчиками Nintendo планировалось, что Link’s Awakening станет портированной версией игры The Legend of Zelda: A Link to the Past для Super Nintendo. Но затем была начата разработка оригинальной игры под руководством Такаси Тэдзуки, сценарий к игре создавался Ёсиаки Коидзуми и Кэнсукэ Танабэ. Это одна из немногих игр серии Zelda, действие которой разворачивается не в вымышленном королевстве Хайрул и отсутствуют Принцесса Зельда и артефакт Трифорс. Главный герой по имени Линк оказывается на острове Кохолинт (англ. Koholint Island), который охраняет Рыба Ветра (англ. Wind Fish). Приняв на себя роль Линка, игрок сражается с монстрами, решает головоломки и ищет восемь музыкальных инструментов, чтобы разбудить Рыбу Ветра и сбежать с острова.
Link’s Awakening была положительно оценена критиками и имела коммерческий успех. Критики хвалили игру за глубину сюжета и особенности игрового процесса; недовольство вызвали схема управления и монохромная графика. Ремастер под названием The Legend of Zelda: Link’s Awakening DX был выпущен в 1998 году для платформы Game Boy Color; он отличается цветной графикой и совместимостью с Game Boy Printer, также в самой игре присутствует эксклюзивное цветное подземелье. Вместе эти две версии игры были проданы в количестве более 6 миллионов копий по всему миру и несколько раз фигурировали в списках лучших игр, составленных разными издателями.

## Синопсис

### Сеттинг и персонажи
В отличие от большинства игр The Legend of Zelda действие данной игры разворачивается не в вымышленном королевстве Хайрул и не включает в себя попытки главного антагониста серии Гэнона захватить власть над древним артефактом под названием Трифорс. Принцесса Зельда и другие персонажи предыдущих игр в Link’s Awakening также отсутствуют; в игре встречается только главный герой Линк и упоминания о Зельде. Действие игры разворачивается на острове Кохолинт, изолированном от остального мира участке суши. Несмотря на малый размер, остров включает в себя большое количество подземелий и взаимосвязанных путей.
В Link’s Awakening игроку помогают советами неигровые персонажи, например, скромный старик Ульрира, связывающийся с Линком исключительно по телефону. В игре встречаются персонажи из других игр Nintendo: Уорт, Йоши, Кирби, доктор Райт из игры SimCity и изгнанный принц Ричард из Kaeru no Tame ni Kane wa Naru. Существо Чейн Чомп из игровой серии Mario был включён в игру после того, как один из программистов дал Линку способность поднимать существ и переносить их. Гумбы из Super Mario Bros появляются в подземных секциях, куда может попасть главный герой. Руководитель проекта Такаси Тэдзука говорил, что Link’s Awakening стала похожей на пародию на серию The Legend of Zelda. Некоторые персонажи в игре ломают четвёртую стену: например, один ребёнок рассказывает игроку о системе сохранения, но потом признаётся, что не понимает, о чём идёт речь.

### Сюжет
После событий игр The Legend of Zelda: Oracle of Seasons и Oracle of Ages Линк отправляется в новое путешествие. Попав в шторм, корабль главного героя терпит крушение, и он приходит в себя на острове Кохолинт. Его приносят в дом, где живут Тарин и его дочь Марин. Будучи очарованной Линком и внешним миром, она мечтательно говорит главному герою, что если бы она была чайкой, то смогла бы покинуть остров и путешествовать по морям. После того как Линк возвращает себе свой меч, таинственный филин говорит ему, что для того, чтобы вернуться домой, он должен разбудить стража Кохолинта по имени Рыба Ветра. Существо спит в гигантском яйце на вершине горы Тамаранч и может быть пробуждено только при помощи восьми музыкальных инструментов Сирен, спрятанных в восьми подземельях.
Линк начинает исследовать подземелья и добывать инструменты. Во время поиска шестого инструмента он отправляется в локацию Древние руины. Там он находит стенную роспись, которая повествует о реальности острова: это иллюзия, являющаяся частью сна Рыбы Ветра. После этого филин говорит Линку, что это только слух и только Рыба Ветра знает наверняка, правда ли это. Обитающие на острове монстры, желающие править миром снов Рыбы Ветра, препятствуют Линку в его поисках инструментов.
Собрав все восемь инструментов из восьми подземелий Кохолинта, Линк взбирается на вершину горы Тамаранч и играет Балладу Рыбы Ветра (англ. Ballad of the Wind Fish). Яйцо, где спит Рыба Ветра, раскалывается, Линк входит внутрь, после чего вступает в бой с последним боссом, принимающим форму Гэнона и других прошлых противников Линка. Последняя его трансформация — циклоп Дэтай. После победы над боссом Рыба Ветра объясняет Линку, что весь остров Кохолинт является сном главного героя. Когда Линк снова начинает играть Балладу Рыбы Ветра, он вместе с Рыбой Ветра просыпается, а остров и его обитатели медленно исчезают. Линк обнаруживает себя лежащим на деревянном обломке в центре океана, а Рыба Ветра летит над ним. Если игрок за время прохождения не потерял ни одной жизни, то после финальных титров будет показана летящая Марин; в оригинальной версии игры она показана в виде девушки с крыльями, тогда как в DX-версии она принимает форму чайки.

## Игровой процесс

Протагонист Линк, используя меч первого уровня, сражается с противником в замке. На нижней части экрана располагается информация об экипировке персонажа, количестве рупий (внутриигровой валюты) и уровне здоровья. Правая половина изображения взята из оригинальной игры, левая — из DX-версии.

Как и большинство игр серии The Legend of Zelda, Link’s Awakening — приключенческая игра, сосредоточенная на исследовании окружающего мира и боях Большая часть игры показана сверху. Игрок путешествует по территории острова Кохолинт, сражается с монстрами и исследует подземные темницы. Подземелья постепенно становятся всё больше и сложнее, в каждом из них находится босс, которого игроку необходимо одолеть. В награду за победу герой получает дополнительные контейнеры сердец, увеличивающие его здоровье. Если все контейнеры сердец опустеют, игра перезапустится с момента входа в последнюю посещённую дверь. Уничтожение босса также даёт игроку один из восьми музыкальных инструментов, необходимых для завершения игры.
Link’s Awakening стала первой игрой серии Zelda, в которой реализованы прыжки Линка с видом сверху; ранее он мог прыгать только в игре Zelda II: The Adventure of Link на этапах с видом сбоку. Игрок может расширять способности главного героя при помощи игровых предметов, которые находятся в подземельях либо достаются Линку после взаимодействия с другими персонажами. Некоторые предметы открывают путь в ранее недоступные локации и являются необходимыми для входа в подземелье. Игрок может украсть предметы из магазина, однако подобное действие приведёт к тому, что имя персонажа до конца игры поменяется на «THIEF» (рус. Вор), а владелец магазина убьёт Линка, когда тот снова войдёт в магазин.
В дополнение к основному квесту в Link’s Awakening присутствуют дополнительные задания и мини-игры. По ходу игры можно коллекционировать ракушки; набрав 20 ракушек, игрок может получить мощный меч, способный испускать энергетические разряды, когда шкала здоровья Линка полная. В Link’s Awakening впервые доступен торговый квест — игрок может дать персонажу определённый предмет, а взамен получить другой, который, в свою очередь, необходимо передать какому-либо другому персонажу. Это также первая игра в серии, в которой можно самостоятельно определить функции для кнопок игрового контроллера, что позволяет создавать различные комбинации используемых предметов. К другим мини-играм относятся рыбалка и игра на окарине (данная механика стала одной из основных в следующей игре Ocarina of Time).

## Разработка
Link’s Awakening началась как отдельный проект; программист Кадзуаки Морита при помощи одного из первых средств разработки для Game Boy создал похожую на Zelda экспериментальную игру для проверки совместимости с игровой платформой. В свободное время ему помогали другие члены подразделения Nintendo Entertainment Analysis and Development; их работа над игрой напоминала «занятия в кружке после школы». Работа начала приносить результаты, и после релиза в 1991 году игры The Legend of Zelda: A Link to the Past для Super Nintendo руководитель проекта Такаси Тэдзуки попросил разрешения на разработку портативной игры Zelda; он предполагал, что это будет портированная версия игры A Link to the Past, однако проект Link’s Awakening перерос в оригинальную игру. Основная часть команды, которая создавала игру Zelda для Super Nintendo, была привлечена и к работе над новым проектом. Разработка игры Link’s Awakening заняла 1,5 года.

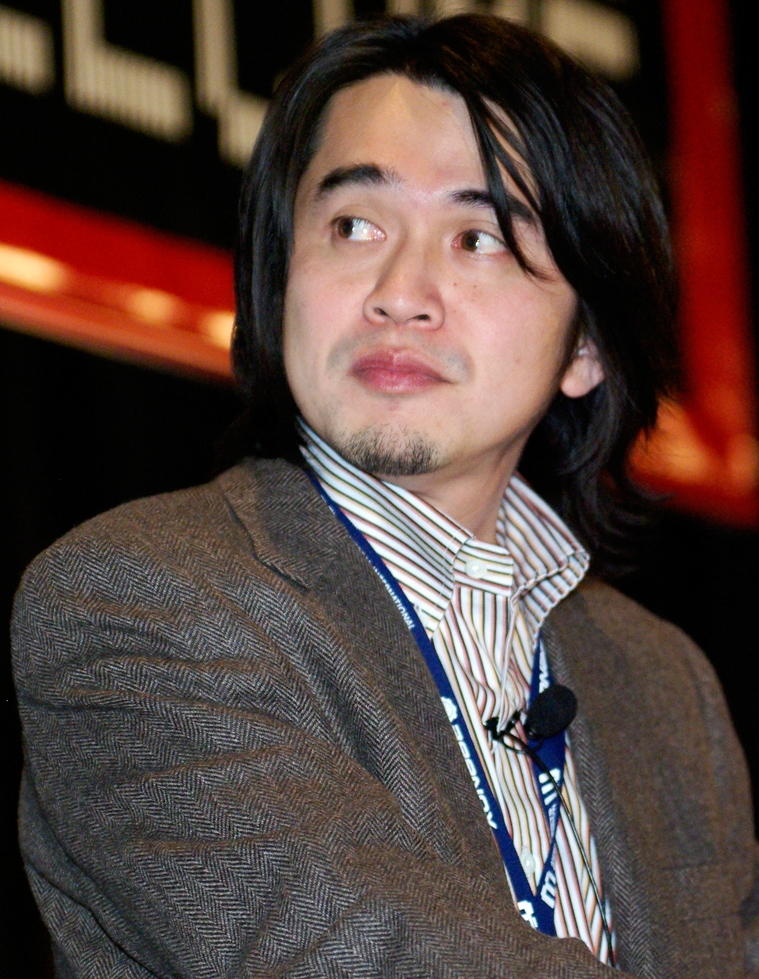
Геймдизайнер Ёсиаки Коидзуми, отвечавший за сюжет игры, внедрил многие сюжетные моменты, например, сеттинг существующего во сне острова

Тэдзука говорил, что ранняя стадия разработки Link’s Awakening проходила в свободной форме, что привело к внедрению «неограниченного» контента, например, к незапланированному появлению персонажей из игровых серий Mario и Kirby. Сценарист игры A Link to the Past Кэнсукэ Танабэ присоединился к разработке на её ранней стадии, предложив основу сюжета. Тэдзука планировал сделать Link’s Awakening спин-оффом и дал Танабэ указания не включать в игру основные элементы серии — Принцессу Зельду, артефакт Трифорс и сеттинг Хайрула. Вследствие этого Танабэ предложил избрать в качестве игрового мира остров с яйцом на вершине горы.
Позднее к команде присоединился Ёсиаки Коидзуми, ранее помогавший в создании сюжета к A Link to the Past. Коидзуми отвечал за основной сюжет Link’s Awakening; именно он придумал идею острова во сне и разработал взаимодействия главного героя с сельскими жителями. Продюсером серии Эйдзи Аонумой Link’s Awakening была описана как первая игра серии Zelda с настоящим сюжетом, которым, по его мнению, игра обязана романтизму Коидзуми. Тэдзука надеялся, что игровой мир будет напоминать американский телесериал «Твин Пикс», где, как и в Link’s Awakening, изображены герои, живущие в маленьком городе. Он предлагал сделать их «подозрительными», наподобие персонажей «Твин Пикс», что было проделано в более поздних играх серии Zelda. Танабэ создал этих «странных» персонажей, фигурирующих в дополнительных сюжетных линиях, и написал практически все их диалоги, за исключением реплик филина и Рыбы Ветра.
Масанао Аримото и Сигэфуми Хину занимались созданием персонажей игры, а Ёйти Котабэ работал в качестве иллюстратора. Заставки и рисунки в игре были нарисованы Аримото. Ясахиса Ямамура создавал игровые подземелья и размещал врагов. Выступавший продюсером Сигэру Миямото в разработке участия не принимал, однако занимался тестированием и внесением предложений, которые оказали на игру значительное влияние на последних стадиях её разработки.
Музыка к игре Link’s Awakening писалась Минако Хамано и Кодзуэ Исикавой, для которой это был дебютный проект. Кадзуми Тотака отвечал за программирование звука и все звуковые эффекты. Как и в большинстве игр Zelda, в Link’s Awakening присутствует повторяющаяся музыка, звучащая во время путешествия в открытом пространстве; аранжировка этой музыки под Game Boy, названная «Field», создавалась Кодзи Кондо и Исикавой. Тема «Yume o Miru Shima e», звучащая в финальных титрах, была создана Кондо, Хамано и Исикавой; впоследствии она была исполнена оркестром Юки Цудзиёко на мероприятии Orchestral Game Music Concert 3 в 1993 году. Тема «Tal Tal Heights» из этой же игры позже звучит как ремикс в Super Smash Bros. Brawl.
Рассказывая в интервью об эволюции серии Zelda, Аонума назвал Link’s Awakening «наиболее важной изометрической игрой серии». Он отмечал, что если бы игра не была создана после A Link to the Past, то Ocarina of Time могла бы получиться совершенно другой. Некоторые элементы из Link’s Awakening были задействованы в поздних играх серии; например, программист Морита создал мини-игру-рыбалку, которая появилась и в Ocarina of Time. Танабэ реализовал торговый квест, который Тэдзука сравнил с японской сказкой «Соломенный миллионер», где персонаж меняет предметы, начиная с одной соломинки, на что-либо более ценное. Данная концепция продолжалась в большинстве сиквелов.

### Издания
Чтобы поддержать релиз игры в Северной Америке, Nintendo организовала соревнование «Zelda Whistle Stop Tour» по прохождению Link’s Awakening в поезде, следовавшем из Нью-Йорка в Сиэтл. Длившееся три дня мероприятие позволило игрокам и журналистам ознакомиться с игрой. Событие было задумано для демонстрации не только игры, но и батареи питания Game Boy, необходимой для игры. В 1993 году в журнале Nintendo Power было опубликовано прохождение первых трёх игровых зон.
В 1998 году для поддержки выпуска приставки Game Boy Color Nintendo переиздала Link’s Awakening под заглавием The Legend of Zelda: Link’s Awakening DX. Новая версия игры включала в себя полностью цветную графику и обладала обратной совместимостью с оригинальным Game Boy. Link’s Awakening DX содержит новое дополнительное подземелье с уникальными врагами и загадками с цветовым решением (на ранних моделях Game Boy это подземелье недоступно). По завершении подземелья игрок может получить на выбор красную или синюю тунику, которые усиливают атаку и защиту соответственно. DX-версия также позволяет игрокам делать скриншоты; после посещения фотомагазина его владелец появится на нескольких локациях в игре. Всего может быть сделано 12 снимков, которые затем можно просмотреть в фотомагазине или распечатать при помощи устройства Game Boy Printer. Тэдзука вновь стал руководителем проекта, а новым режиссёром стал Ёсинори Цутияма. Нобуо Мацумия взаимодействовал с Цутиямой, внося изменения в сюжет; так, например, были добавлены подсказки при боях с боссами. Для нового подземелья Юйти Одзаки создал музыкальный отрывок, основанный на теме Кондо из оригинальной The Legend of Zelda. В 2010 году Nintendo анонсировала переиздание DX-версии на Virtual Console для Nintendo 3DS; переиздание вышло 7 июня 2011 года. 9 февраля 2023 года DX-версия игры была переиздана на Nintendo Switch посредством сервиса Nintendo Switch Online.
14 февраля 2019 года Nintendo анонсировала ремейк для игровой консоли Nintendo Switch. Новая версия содержит полностью переработанную в 3D графику, управление и музыку, также в игру добавили режим в котором игрок может создавать собственные подземелья. Игра вышла 20 сентября 2019 года.
15 июня 2021 года на E3 Nintendo Direct была анонсирована ограниченная серия карманных устройств Game & Watch: The Legend of Zelda, приуроченная к 35-летию серии The Legend of Zelda. Устройство было выпущено 12 ноября 2021 года и содержало в себе три первые игры серии: The Legend of Zelda, Zelda II: The Adventure of Link и The Legend of Zelda: Link’s Awakening (включая региональные релизы), а также классическую игру для Game & Watch Vermin, стилизованную под тему The Legend of Zelda.

## Восприятие критикой
| Сводный рейтинг           | Сводный рейтинг                                                                   |
| Агрегатор                 | Оценка                                                                            |
| ------------------------- | --------------------------------------------------------------------------------- |
| GameRankings              | 91,23 % 91,21 % (DX)                                                              |
| Иноязычные издания        |                                                                                   |
| Издание                   | Оценка                                                                            |
| GameSpot                  | 8,7/10 (DX)                                                                       |
| IGN                       | 10/10 (DX) 9,5/10 (3DS)                                                           |
| Nintendo Power            | 4,18/5                                                                            |
| Nintendo Life             | 10/10 (3DS)                                                                       |
| Награды                   |                                                                                   |
| Издание                   | Награда                                                                           |
| Nintendo Power            | Graphics and Sound, Challenge, Play Control, Best Overall 56th Best Nintendo Game |
| IGN                       | Reader's 40th Best Game of all time Staff's 78th Best Game of all time            |
| Electronic Gaming Monthly | Best Game Boy Game of 1993 Editor's Choice Award (DX)                             |

### Рецензии
Link’s Awakening была положительно встречена критиками и на сайте GameRankings имела средний балл 90 %. В ретроспективной статье журнала Electronic Gaming Monthly Джереми Периш назвал Link’s Awakening «лучшей игрой для Game Boy из существующих», а приключение — «настолько увлекательным и эпическим, что мы можем простить ему один-единственный недостаток — ложный ход „Это всё сон!“». Сотрудник Washington Post Чип Картер написал, что Nintendo создала «легенду, которая помещается у вас на ладони», и похвалил портативность и глубину сюжета. На ITMedia звучали аналогичные комментарии. В статье газеты Mainichi Shimbun положительных отзывов удостоились музыка и сюжет. Различные источники хвалили игру за прекрасно проработанное коротенькое приключение, подходящее для тех, у кого нет времени на более сложные игры.
Отрицательных отзывов удостоилась монохромная графика; несколько критиков посчитали, что она мешает различать происходящее на экране, и жалели, что игра не выполнена в цвете. Рецензент Уильям Беррилл раскритиковал игровую графику, «о которой даже написать нечего». Двухкнопочная схема управления была сочтена Картетом и Биллом Провиком из Ottawa Citizen неудобной из-за необходимости менять предметы почти на каждом экране. Кетрин Монк из Vancouver Sun назвала диалоги «неестественными», но сочла, что в остальном игра «просто удивительна».
Ремейк Link’s Awakening DX тоже удостоился одобрительных рецензий: на сайте Game Rankings игре был поставлен рейтинг 92 %, основанный на десяти публикациях. Адам Кливленд из IGN поставил игре самую высокую оценку, подчеркнув, что «на всём протяжении новой цветной версии видно, что Nintendo успешно приспособила своё волшебство к новым стандартам», добавив новый контент и полностью сохранив ранее созданный. Обозреватель сайта GameSpot Камерон Дэвис одобрил применение камеры в игре и внимание к цветным деталям и стилю; репортёры австралийской газеты Courier-Mail тоже хорошо отозвались о камере, добавляющей, по их мнению, геймплею глубины и позволяющей игрокам похвастаться трофеями. Саманта Амджадали из Daily Telegraph писала, что добавление цвета делает игру легче, так как снижает вероятность гибели главного героя из-за неразборчивой графики. В публикации Total Games значение нового контента для игры оценивалось невысоко, но сама она была названа захватывающей.
Переиздание Link’s Awakening DX на Virtual Console для Nintendo 3DS было также положительно принято рецензентами. Лукас Томас из IGN поставил игре 9.5 баллов из 10 возможных. Ему понравилась возможность сохраняться в любой момент, а в недостатки было записано отсутствие функции Game Boy Printer. Джейкоб Крайтс с портала NintendoLife оценил переиздание в 10 баллов из 10 и отметил, что управлять игрой на 3DS стало удобнее.

### Награды и продажи игры
Игра получила множество наград. В Nintendo Power она победила в категориях Graphics and Sound (рус. Графика и звук), Challenge (рус. Схватка), Theme and Fun (рус. Тематика и веселье), Play Control (рус. Управление) и Best Overall (рус. Лучшая игра). От редакции журнала Electronic Gaming Monthly игра удостоилась награды Best Game Boy Game of 1993 (рус. Лучшая игра 1993 года для Game Boy). Позднее журнал Nintendo Power поставил её на 56-е место в списке лучших игр Nintendo, а в августе 2008 года поместил DX-версию на второе место среди лучших игр для Game Boy и Game Boy Color. Читатели IGN назвали Link’s Awakening сороковой из числа лучших игр всех времён, а редакция журнала поставила её на 78-е место в аналогичном списке; редакция высказала мнение, что хотя «портативные игры-ответвления обычно считаются пределом падения игровой франшизы, Link’s Awakening является примером того, что они могут обладать таким же богатым геймплеем, как и их консольные аналоги». Игра заняла 42-е место в списке 50 наиболее важных и влиятельных игр всех времён, представленном в Книге рекордов Гиннесса в 2009 году.
Link’s Awakening успешно продавалась и помогла увеличить продажи консоли Game Boy на 13 % в 1993 году, став одной из наиболее прибыльных игр Nintendo в то время. Игра фигурировала в списках бестселлеров на протяжении более чем 90 месяцев после релиза, к 2004 году её продажи составили 3,83 миллиона копий. DX-версия разошлась тиражом в 2,22 миллиона копий.

## Комментарии
1. ↑  Согласно официальному сайту серии The Legend of Zelda, аббревиатура DX означает Deluxe
2. ↑  The Legend of Zelda: Oracle of Seasons и Oracle of Ages вышли через 8 лет после Link’s Awakening, однако по официальной хронологии, представленной в книге «Hyrule Historia», их события предшествуют The Legend of Zelda: Link’s Awakening